# Edelmetallscheidung
Edelmetallscheidung (englisch Precious Metals Refining) ist ein übergeordneter Begriff zur Trennung von edelmetallhaltigen Rohstoffen. Dabei werden die Edelmetalle zum Beispiel aus gebrauchten Katalysatoren, Elektronik, Erzen oder Legierungen gewonnen. Die Edelmetallscheidung ist ein kostspieliges und aufwendiges Verfahren.

## Verfahren
Um edelmetallhaltige Materialien zu recyclen, werden Pyrolyse-Verfahren, nass-chemische Verfahren oder eine Kombination von beiden eingesetzt.
In der Pyrolyse werden die edelmetallhaltigen Produkte von den unedlen Begleitmaterialien befreit, indem diese in einer Schmelze als Schlacke abgetrennt oder nach dem Veraschungsprinzip eliminiert (oxidiert) werden.
Bei den nass-chemischen Verfahren werden die edelmetallhaltigen Produkte entweder in Königswasser (bestehend aus Salzsäure und Salpetersäure) gelöst oder in chlorhaltiger Salzsäure gelöst. Man spricht auch daher vom Aufschlussverfahren. Anschließend können bestimmte Metalle direkt in Verbindung mit einem Salz, Gas oder einer organischen und/oder aminhaltigen Verbindung ausgefällt oder reduziert werden. So wird zum Beispiel Gold mit dem Gas Schwefeldioxid reduziert oder Platin (als Tetrachloridoplatinat) mit Ammoniumchlorid ausgefällt. Je nach Reinheit des Salzkomplexes variiert die Farbe zwischen hellem Orange und Sandgelb. Danach durchlaufen sie noch bestimmte Zwischenaufreinigungsstufen oder werden nochmal umkristallisiert. Am Ende wird das Edelmetall aus der Edelmetall-Salzverbindung entweder durch Kalzinierung, (Schmelz-)Elektrolyse oder Extraktion mit speziellen Chemikalien gelöst.
In den meisten Fällen kommen beide Verfahren zum Einsatz. Dabei werden die edelmetallhaltigen Materialien zuerst thermisch zersetzt (Pyrolyse) und danach nass-chemisch weiterverarbeitet. Dies geschieht insbesondere, wenn es sich um Katalysatoren aus dem Chemiesektor handelt oder der Kunde eine besonders hohe Reinheit der Metalle wünscht, denn diese Materialien enthalten im Regelfall auch andere Metalle und Fremdstoffe, die den Refiningsprozess stören oder in die Länge ziehen. Auch können die Katalysatoren selbst aus mehreren (Edel-)Metallen bestehen. Aus diesem Grund werden Schritt für Schritt die einzelnen (Edel-)Metalle aus dem Recyclingprodukt entfernt und mehrmals im Kreislauf gefahren.
Die Zwischen- und Endprodukte werden ständig auf Gehalt und Reinheit überprüft. Nur so kann man gewährleisten, dass dem Kunden in erster Linie die Metalle ordnungsgemäß vergütet werden, und darüber hinaus, dass dieser das gewünschte Produkt am Ende auch bekommt. Edelmetallverluste und geringe Qualität werden von den Kunden in diesem teuren und harten Geschäft empfindlich bestraft. Z.B. muss der Recycler die Verluste mit eigenen Mitteln ausgleichen und der Kunde wird sich nach einem neuen Recycler umsehen. Nicht selten kommt es vor, dass ein "Probennehmer" während des gesamten Recycling-Prozesses anwesend ist. Dieser dokumentiert im Auftrag des Kunden und Recyclers jeden Vorgang als eine Art Schiedsrichter.

## Produkte
Es werden größtenteils Silber und Gold geschieden, anschließend folgen Platin, Palladium und Rhodium. Iridium, Ruthenium, Osmium sowie Rhenium werden eher selten recycelt. Zurzeit aber steigt die Nachfrage für Ruthenium, da es zur Beschichtung von kleineren und leistungsfähigeren Festplatten eingesetzt wird. 

## Marktteilnehmer
Nur darauf spezialisierten Firmen, die einen guten Leumund und gute Ratings von Banken haben, werden diese hochwertigen Materialien und Arbeiten überlassen. Dies ist einer der Gründe dafür, dass Edelmetalle wie Devisen gehandelt werden. Diese Metalle werden täglich neu bewertet (Fixing). Branchenüblich haben die meisten Edelmetallrecycler einen integrierten Edelmetallhandel, der im Prinzip ähnlich wie eine Bank funktioniert. Dort werden sogenannte Edelmetallkonten geführt, auf die es sogar teilweise Zinsen gibt. Der Kunde, der Abfälle zum Recycling abgibt, bekommt die zurückgewonnenen Edelmetalle mengenmäßig gutgeschrieben und kann sich vom Metallkonto entweder den Betrag auszahlen lassen oder stattdessen nach Bedarf Barren oder Halbzeug liefern lassen. Auf diese Weise können die Edelmetall verarbeitenden Betriebe sich teilweise von den Risiken der Marktschwankungen befreien.